# Света Єлена (Сень)
Света Єлена (хорв. Sveta Jelena) — населений пункт у Хорватії, в Лицько-Сенській жупанії у складі міста Сень.

## Населення
Населення за даними перепису 2011 року становило 16 осіб.